# Кадошкинское городское поселение
Кадошкинское городско́е поселе́ние — муниципальное образование в Кадошкинском районе Мордовии Российской Федерации.
Административный центр — рабочий посёлок Кадошкино.

## История
Статус и границы городского поселения установлены Законом Республики Мордовия от 28 декабря 2004 года № 120-З «Об установлении границ муниципальных образований Кадошкинского муниципального района, Кадошкинского муниципального района и наделении их статусом сельского поселения, городского поселения и муниципального района».
Законом от 12 марта 2009 года, в Кадошкинское городское поселение (рабочий посёлок Кадошкино) было включено упразднённое Высокинское сельское поселение (сельсовет).
В 2011 году была упразднён посёлок Новые Авгуры, входивший в состав городского поселения.

## Население
| 2002  | 2009  | 2010  | 2012  | 2013  | 2014  | 2015  |
| ----- | ----- | ----- | ----- | ----- | ----- | ----- |
| 5035  | ↘4689 | ↗4744 | ↘4667 | ↘4614 | ↘4542 | ↘4434 |
| 2016  | 2017  | 2018  | 2019  | 2020  | 2021  |       |
| ↘4348 | ↘4311 | ↘4222 | ↘4130 | ↘4019 | ↘3998 |       |

## Состав городского поселения
| № | Населённый пункт | Тип населённого пункта | Население |
| - | ---------------- | ---------------------- | --------- |
| 1 | Винокуровский    | посёлок                | ↘10       |
| 2 | Высокая          | деревня                | ↘27       |
| 3 | Гористовка       | село                   | ↘0        |
| 4 | Кадошкино        | рабочий посёлок        | ↘3960     |
| 5 | Парцы            | деревня                | ↘3        |
| 6 | Ховань           | посёлок                | ↘0        |